# Projet Montauk
Projet Montauk (Montauk Project en anglais) désigne une théorie du complot selon laquelle une série d'expériences à caractère paranormal aurait été entreprise par le gouvernement américain sur le site d'une base militaire ou une installation de l'armée de l'air près du village de Montauk, dans l'État de New York. Selon les rumeurs, ces expériences auraient inclus des techniques de guerre psychologique et des expériences relevant du domaine de la science-fiction, tel le voyage dans le temps et la téléportation. Ces théories ont inspiré le développement de la série télévisée Stranger Things, dont le titre de travail était d'ailleurs Montauk,.

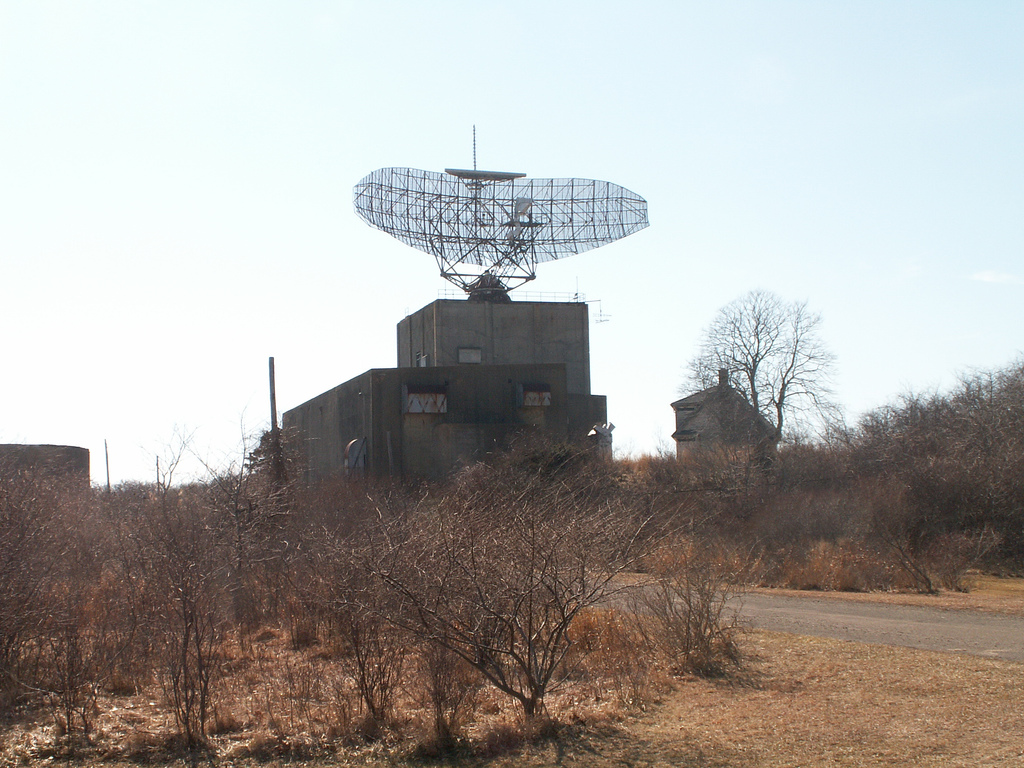
Un bâtiment abandonné de l'ancienne base des forces aériennes américaines à Montauk.

## Origine
Ces théories trouveraient leur origine dans la série de livres de fiction Montauk Project qui est basée sur le témoignage de Preston Nichols, un homme qui dit avoir récupéré des souvenirs refoulés indiquant qu'il a agi comme cobaye dans certaines des expériences. Les livres sont présentés comme étant le fruit du témoignage de Nichols et de recherches subséquentes. Les auteurs, Peter Moon et Preston Nichols, ont largement encouragé l'illusion qu'il s'agit de faits réels,.
Une fois les livres publiés, les conspirationnistes ont intégré les histoires des expériences à Montauk à des récits semblables disant relater des expériences secrètes du gouvernement américain, telle l'expérience de Philadelphie.
Les expériences décrites couvrent les domaines du voyage dans le temps, la téléportation et le contrôle mental. Ces histoires mettent également en scène des contacts avec des intelligences extra-terrestres et des théories conspirationnistes sur le programme Apollo. Le tout culmine en une déchirure dans l'espace-temps, qui aurait eu lieu en 1983.

## Influence sur la culture populaire
- Stranger Things (2016) : Cette série télévisée est inspirée par cette théorie. Elle portait d'ailleurs le nom de Montauk pendant la phase de développement[4],[5],[6],[7].
- Montauk Chronicles (2015) : Une adaptation cinématographique des livres, présentée en format documentaire[8],[9].
- Bleeding Edge (2013, Fonds perdus) : Thomas Pynchon y reprend plusieurs des événements de la théorie du complot.
- Eternal Sunshine of the Spotless Mind (2004) : l'histoire du protagoniste de ce film qui traite de contrôle mental commence à Montauk.
- Univers SCP : la procédure "110 Montauk" est une procédure de confinement spécial jugée horrible et insoutenable devant être administrée à SCP 231 toutes les 24h afin d'éviter un scénario apocalyptique[10].